# Ala al-Din Mudjahid Shah
Ala al-Din Mudjahid Shah fou sultà bahmànida del Dècan del 1375 al 1378.
Va succeir al seu pare Muhammad Shah I quan aquest va morir el 21 d'abril de 1375, quan tenia 19 anys. Fou assassinat el 16 d'abril de 1378 per Masud Khan (fill de Mubarak Khan) i per Dawud Khan, i aquest darrer va pujar al tron com Dawud Shah I.